# Geografija Armenije
Armenija je dežela zaprta v Zakavkazju, med Črnim morjem in Kaspijskim jezerom, na severu in vzhodu meji z Gruzijo in Azerbajdžanom ter na jugu in zahodu z Iranom in Turčijo.
Teren je večinoma gorat in planotast, s hitro tekočimi rekami in malo gozdovi, vendar s številnimi drevesi. Podnebje je visokogorsko celinsko: vroče poletje in hladne zime. Kopno se dviga na 4090 m nadmorske višine na gori Aragac.

## Fizična geografija
Armenija leži ja na južnem Zakavkazju, regiji jugozahodno od Rusije med Črnim morjem in Kaspijskim jezerom. Sodobna Armenija zaseda del zgodovinske Armenije, katere starodavna središča so bila v dolini reke Aras in regiji okoli Vanskega jezera v Turčiji. Armenija na severu meji z Gruzijo, na severovzhodu na Armensko višavje, na vzhodu z Azerbejdžanom, na jugozahodu z Gorskim Karabahom, na jugu z Iranom, na zahodu pa s Turčijo.

## Topografija
Pred 25 milijoni let je geološki dvig potisnil zemeljsko skorjo v oblikovanje Armenske planote, ki je ustvarila kompleksno topografijo sodobne Armenije. Območje Malega Kavkaza sega preko severne Armenije, teče jugovzhodno med Sevanskim jezerom in Azerbajdžanom, nato pa približno prehaja čez armensko-azerbajdžansko mejo do Irana. Tako postavljene gore otežujejo potovanje od severa do juga. Nadaljujejo se geološki pretresi v obliki uničujočih potresov, ki so prizadeli Armenijo. Decembra 1988 je drugo največje mesto v republiki Leninakan (danes Gjumri) močno poškodoval močan potres, v katerem je umrlo več kot 25.000 ljudi.
Približno polovica površine Armenije, približno 29.743 km², ima nadmorsko višino vsaj 2000 m, le 3 % države leži pod 650 m. Najnižje točke so v dolinah reke Aras in reke Debed na skrajnem severu, ki imajo višino 380 in 430 m. Nadmorske višine na Malem Kavkazu se gibljejo med 2640 in 3280 m. Jugozahodno od območja je Armenska planota, ki se proti turški meji spušča proti jugozahodu proti reki Aras. Planoto zakrivajo vmesni gorski grebeni in ugasli vulkani. Največja od njih, gora Aragac, visoka 4090 metrov, je tudi najvišja točka Armenije. Večina prebivalstva živi v zahodnem in severozahodnem delu države, kjer sta dve večji mesti, Erevan in Gjumri.
Doline rek Debed in Akstaf tvorita glavne poti v Armenijo s severa, ko tečeta skozi gore. Sevansko jezero, široko 72,5 km na svoji najširši točki in dolgo 376 km, je daleč največje jezero. Leži na planoti na 1900 m nadmorske višine in je veliko 1.279,18 km2. Ostala glavna jezera so: Arpi, 7,5 km², Sev, 2 km², Akna 0,8 km².
Teren je najbolj grob na skrajnem jugovzhodu, ki ga odmaka reka Bargušat, najbolj zmeren pa v dolini reke Aras na skrajnem jugozahodu. Večji del Armenije odmakajo Aras ali njen pritok Hrazdan, ki izvira iz Sevanskega jezera. Aras tvori večino armenske meje s Turčijo in Iranom, medtem ko gore Zangezur predstavljajo mejo med armensko južno provinco Sjunik in sosednjo azerbajdžansko Nahčivansko avtonomno republiko.

### Reke in jezera
Reke in jezera v Armeniji se napajajo predvsem s sladko vodo. Skozi zgodovino so Armenijo Asirci imenovali Nairi, kar pomeni 'dežela jezer in rek'. Armenija je dom številnih rek in jezer.
Največja reka Armenije je Aras, ki leži na meji z Iranom in na velikem delu meje s Turčijo. Njeni glavni pritoki so reke Akhurija, Kasagh, Hrazdan, Azat, Arpa, Vorotan in Voghdji. Največji reki severozahodnega dela države sta Debed in Aghstej, manjši pa sta Joraget in Pambak.
Naslednja tabela je seznam največjih rek v Armeniji:
| Reka     | Dolžina (km) |
| -------- | ------------ |
| Akhurian | 205          |
| Vorotan  | 179          |
| Aras     | 158          |
| Hrazdan  | 146          |
| Arpa     | 126          |
| Aghstafa | 99           |
| Debed    | 92           |
| Kasagh   | 89           |
| Voghdji  | 88           |
| Pambak   | 86           |
| Joraget  | 71           |
| Getik    | 58           |
| Vedi     | 58           |
| Azat     | 56           |
| Argitči  | 51           |

Armenija ima eno zelo veliko jezero, imenovano Sevansko jezero in več kot 100 majhnih gorskih jezer. Noben od njih, razen Sevanskega in jezera Arpi, še ni bil natančno raziskan. Vodni viri jezer znašajo približno 39.300.000.000 kubičnih metrov, Sevansko pa ima večino tega, skoraj 39 000 000 000 kubičnih metrov (pred odtokom je imel skoraj 58 000 000 000 kubičnih metrov).
V prestolnici države, Erevanu, je mogoče najti majhna jezera, pogosto v zabaviščnih parkih.

### Gore Armenije
Armenija dežela skalnih gora in ugaslih vulkanov, njena najvišja točka je gora Aragac, 4045 m.
Armenija ima naslednja pogorja: Javakheti, Armensko-Gruzijsko pogorje, Bazum, ki se razteza V-Z v Širaku in Lori provincah v severni Armeniji, Pambak, ki se razteza SZ-JV v Lori in Kotajk provincah, pogorje Gugarik, Oskepat, Murghaz, Areguni, Sevan, vzhodno ob Sevanskem jezeru vzdolž meje z Azerbajdžanom, Tsaghkuni, Gegham, Vardenis, Vayots Dzor, Zangezur v južni Armeniji provinci Sjunik, Bargushat in pogorje Meghri.
Glavni vrhovi so:
| Ime            | višina (m) | Provinca                                  |
| -------------- | ---------- | ----------------------------------------- |
| Aragac         | 4095       | Aragacotn                                 |
| Arailer        | 2577       | Aragacotn                                 |
| Tezh           | 3101       | Tromejnik provinc Aragacotn, Lori, Kotajk |
| Ačkasar        | 3196       | meja med provincama Širak in Lori         |
| Urasar         | 2992       | meja med provincama Širak in Lori         |
| Lalvar         | 2545       | Lori                                      |
| Čatin          | 2246       | Lori                                      |
| Teghenis       | 2851       | Kotajk                                    |
| Murghuz        | 2993       | Tavuš                                     |
| Artaniš        | 2460       | Gegharkunik                               |
| Kašatagh       | 2901       | Gegharkunik                               |
| Košadagh       | 3317       | Gegharkunik                               |
| Azhdahak       | 3598       | Gegharkunik                               |
| Spitakasar     | 3560       | Gegharkunik                               |
| Geghasar       | 3443       | Gegharkunik                               |
| Vardenis       | 3520       | Gegharkunik                               |
| Gndasar        | 2947       | Vayoc Dzor                                |
| Kezelboghaz    | 3594       | Sjunik                                    |
| Metz Iškhansar | 3552       | Sjunik                                    |
| Khustup        | 3214       | Sjunik                                    |
| Baghac         | 3256       | Sjunik                                    |
| Kaputjugh      | 3906       | Sjunik                                    |
| Aramazd        | 3392       | Sjunik                                    |
| Urc            | 2445       | Ararat                                    |
| Ktuc           | 2300       | Ararat                                    |
| Arteni         | 2047       | Aragacotn                                 |

Viri:
- »Հայաստանի ամենաբարձր լեռները - vahemart - LiveJournal«. Pridobljeno 19. septembra 2015.
- »ՀԱՅԱՍՏԱՆԻ ՀԱՆՐԱՊԵՏՈՒԹՅԱՆ ԱՇԽԱՐՀԱԳՐԱԿԱՆ« (PDF). Pridobljeno 19. septembra 2015.

## Podnebje
Temperature v Armeniji so na splošno odvisne od nadmorske višine. Gorske formacije blokirajo zmerne podnebne vplive Sredozemskega in Črnega morja, kar ustvarja široke sezonske različice s hladnimi snežnimi zimami in toplimi do vročimi poletji. Na Armenski planoti je srednja zimska temperatura od 0 ° C do -15 ° C, srednja temperatura poleti pa od 15 ° C do 30 ° C. Povprečne padavine se gibljejo od 250 milimetrov na leto v spodnji dolini reke Aras do 800 milimetrov na najvišjih nadmorskih višinah. Kljub hudi zimi v večini delov (temperature dosegajo -40 ° C in nižje v regiji Širak), je rodovitnost vulkanskih tal planote postala eno najbolj zgodnjih svetovnih krajev kmetijske dejavnosti.

## Območje in meje
Površina: 
- skupaj: 29,743 km²
- kopno: 28,203 km²
- voda: 1,540 km²

Meje: 
- skupaj: 1.570 km
- po državah: Azerbajdžan in Gorski Karabah 566 km, Azerbajdžan-Nakhčivan eksklava 221 km, Gruzija 219 km, Iran 44 km, Turčija 311 km

Višinski ekstremi: 
- najnižja točka: 375 m
- najvišja točka: Aragac 4.090 m

Skrajne točke Armenije: 
- sever: Tavuš (41°17′N 45°0′E / 41.283°N 45.000°E)
- jug: Sjunik' ((38°49′N 46°10′E / 38.817°N 46.167°E)
- zahod: Širak (41°5′N 43°27′E / 41.083°N 43.450°E)
- vzhod: Sjunik' (39°13′N 46°37′E / 39.217°N 46.617°E)